# 席慕德
席慕德（1938年3月3日—2023年6月20日），臺灣聲樂家，出生於北平（今北京），兒時成長於香港。

## 早年
1958年，進入臺灣省立師範大學音樂系（今國立臺灣師範大學音樂學系），主修聲樂，副修鋼琴，師事江心美教授與張彩賢教授，同時隨蕭而化教授學習音樂理論。
1962年獲德國政府獎學金，就讀於慕尼黑音樂學院。於1966年畢業後展開演出計畫；隔年進入德國雷根斯堡歌劇院，擔任該歌劇院的女高音歌唱家。

## 職涯
在1969年、1971年兩度受德國文化機構—歌德學院慕尼黑總部選派到東南亞國家巡迴「德國藝術歌曲獨唱會」，為第一批參與德國文化交流巡迴東南亞各國的非德籍藝術家。
1971年返國任教，於母校國立臺灣師範大學、東吳大學，以及中國文化大學音樂系教授聲樂與德國藝術歌曲。1975年赴美國紐約進修，師事女高音愛蓮娜·斯特伯；1982年於美國錄製個人專輯，曲目涵蓋西方古典音樂與中國民謠，並編目於紐約林肯中心音樂圖書館。
1985年，重返母校擔任教職，教授聲樂、德文藝術歌曲詮釋及歌唱語音等課程。1999年—2006年，擔任7年「中華民國聲樂家協會理事長」，期間致力推廣臺灣聲樂藝術以及發展聲樂檢定、比賽等活動。

## 退休生活和逝世
席慕德自2003年臺師大音樂系專任退休後，仍持續推動聲樂教育，並著有多樣類型著作，包含音樂散文、演唱評論、歌譜編選與譯詞等，這些著作成為國內聲樂學子的重要參考資料。不僅如此，其擔任國內外專業比賽評審、音樂會策劃以及製作等工作，同時在各音樂雜誌發表多篇論述，對於推廣和提升聲樂藝術上，具有重要貢獻。
席慕德於2023年6月20日逝世，享年85歲。

## 簡歷
- 國立臺灣師範大學音樂系教授（1985—2003）
- 國立臺灣師範大學音樂系兼任教授（2004—）
- 中華民國聲樂家協會理事長（1999—2006）

## 家庭
- 父：席振鐸（蒙名拉席敦多克），察哈爾盟明安旗人，蒙古察哈爾部選出之第一屆立法委員。
- 母：樂竹芳（蒙名巴音比力格），昭烏達盟克什克騰旗人，蒙古察哈爾八旂羣選出之第一屆國民大會代表。
- 三妹：席慕蓉，畫家、詩人、散文作家[9]。

## 外部連結
- 張默; 隱地. . 爾雅出版社. 1994年  [2022-06-24]. （原始内容存档于2019-09-15）.
- 席慕德的官方YouTube頻道